# Mackie Messer
Mackie Messer je londýnský král podsvětí, lupič a vrah z divadelní hry německého dramatika Bertolta Brechta Krejcarová opera (v originále Die Dreigroschenoper), která měla premiéru 31. srpna 1928 v Berlíně. V češtině se hraje také pod názvy Šestáková, Třígrošová nebo Žebrácká opera, přičemž poslední název je shodný s originálem Angličana Johna Gaye z roku 1728, kterým se Brecht inspiroval. Autorem hudby je německý skladatel Kurt Weill.
Mackie Messer je také český název jarmareční písně z této divadelní hry, ve které je původní Brechtův text nahrazen českou verzí od Jiřího Suchého. Píseň se v originále jmenuje Die Moritat von Mackie Messer, anglicky Mack the Knife (německé „Messer“ a anglické „Knife“ znamená „nůž“) a pouliční zpěvák s flašinetem s ní zahajuje i končí celou hru. Na začátku Mackie Messera přirovnává ke žralokovi a vypráví příběhy o jeho loupežích, vraždách, násilnictví a žhářství. Závěrečná část, která zazní na konci opery, porovnává svět bohatých a mocných se světem chudáků.
Světově známou se stala úvodní píseň v anglické verzi Mack the Knife, která se dostala do americké hitparády nazpívaná Louisem Armstrongem v roce 1954. Po něm, v roce 1958, se s ní Bobby Darin dostal až na první místo žebříčku „Pop Singles“ a šesté místo „Black Singles“ časopisu Billboard a byla nahrána nejznámější verze s Frankem Sinatrou. Další známou verzi živě nahrála Ella Fitzgerald v Berlíně v roce 1960, kdy po první sloce zapomněla text a úspěšně improvizovala nový, což ji vyneslo cenu Grammy.
Mack the Knife byl a je na repertoáru mnoha dalších interpretů. Mezi jinými to jsou Jimmie Dale Gilmore, Tony Bennett, Nick Cave, Brian Setzer, Westlife, Michael Buble, Sting a další. V moderní době dosáhla větší popularity verze Robbieho Williamse, kterou nahrál v roce 2001 na album Swing When You're Winning.
V České republice je díky svému černobílému televiznímu zpracování nejznámější verze ze 60. let 20. století s Milošem Kopeckým, kterou zpívá se skupinou maskovaných tanečnic. Mezi další české interprety písně patří Milan Chladil, Karel Gott, Bára Basiková, 4 Tenoři nebo Petr Kolář.

## Text písně
Porovnání tří verzí úvodní sloky.
| Německý originál | Český doslovný překlad                                                                                        |
| --- | --- |
| Und der Haifisch, der hat Zähne, Und die trägt er im Gesicht. Und Macheath, der hat ein Messer, Doch das Messer sieht man nicht. | A žralok, ten má zuby a ty nosí v obličeji. A Macheath (Mackie Messer), ten má nůž, avšak ten nůž není vidět. |

| Česká verze                                                                                             | Anglická verze |
| --- | --- |
| Žralok zuby má jak nože a z těch zubů čiší strach. Mackie Messer, ach můj bože, kdo dokáže, že je vrah? | Oh the shark has pretty teeth dear, And he shows them pearly white Just a jacknife has Macheath dear And he keeps it out of sight. |